# Ocellularia parvula
Ocellularia parvula är en lavart som först beskrevs av August von Krempelhuber och som fick sitt nu gällande namn av Alexander Zahlbruckner 1923. 
Ocellularia parvula ingår i släktet Ocellularia och familjen Thelotremataceae. Inga underarter finns listade i Catalogue of Life.